# Bogusław Saliwka
Bogusław Saliwka (ur. w 1927 w Stryju, zm. 5 czerwca 2020) – polski działacz kombatancki, żołnierz Ludowego Wojska Polskiego, porucznik w stanie spoczynku.

## Życiorys
Młodość spędził na Kresach Wschodnich. W 1944 roku zaciągnął się do Ludowego Wojska Polskiego, gdzie służył w 16 Kołobrzeskim Pułku Piechoty 6 Pomorskiej Dywizji Piechoty. Wraz z jednostką brał udział m.in. w wyzwoleniu Warszawy, przełamaniu Wału Pomorskiego oraz bitwie o Kołobrzeg, kończąc swój szlak bojowy nad Łabą.

W 1948 roku zakończył służbę wojskową i osiadł w Gliwicach. z którym to miastem był związany do śmierci. Zaangażował się w działalność środowisk kombatanckich, od 1999 roku kierując gliwickim oddziałem Związku Kombatantów RP i Byłych Więźniów Politycznych.

## Odznaczenia
W uznaniu zasług otrzymał liczne odznaczenia wojenne i cywilne, w tym m.in. Krzyże: Oficerski i Kawalerski Orderu Odrodzenia Polski, Złoty Krzyż Zasługi, Krzyż Walecznych, Medal za Warszawę 1939–1945, Medal za Odrę, Nysę, Bałtyk, Medal „Zasłużonym na Polu Chwały”, Medal „Pro Patria” oraz Medal „Pro Memoria”.